# Sydney Swans
El Sydney Swans Football Club és un club professional de futbol australià australià de la ciutat de Sydney que disputa l'Australian Football League.

## Història
El club va ser fundat l'any 1874 a la ciutat de Melbourne amb el nom de South Melbourne Football Club. L'any 1982 fou traslladat a la ciutat de Sydney, esdevenint Sydney Swans. Fou el primer club de l'Australian Football League de fora de l'estat de Victòria.

## Palmarès
- Victorian Football Association: 1881, 1885, 1888, 1889, 1890 (com a South Melbourne)
- Australian Football League: 1909, 1918, 1933 (aquests tres com a South Melbourne), 2005, 2012
- Campionat d'Austràlia: 1909 (com a South Melbourne)
- McClelland Trophy: 1996